# Zjednoczony Ruch Narodowy

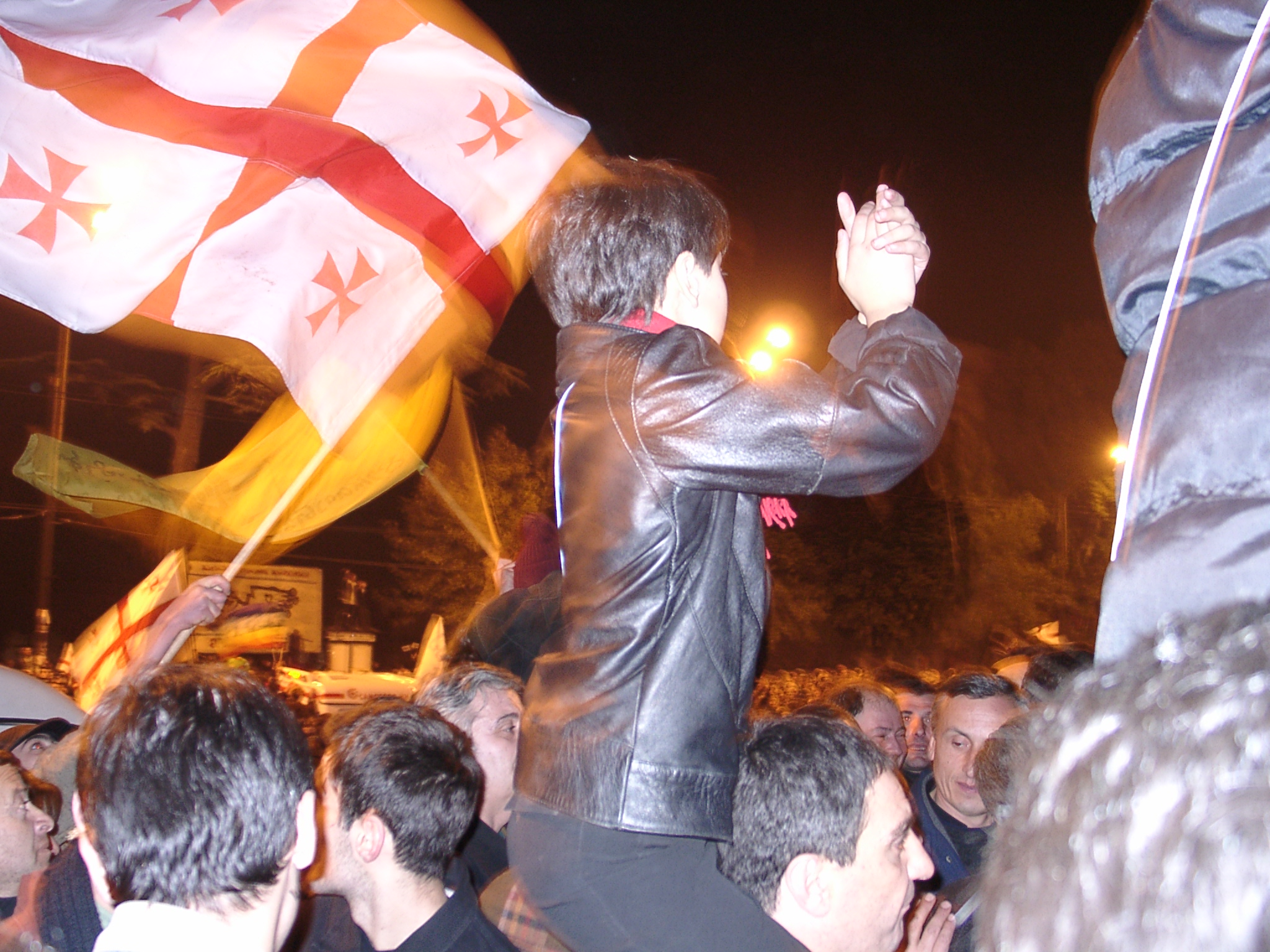
Rewolucja róż w Gruzji, 2003

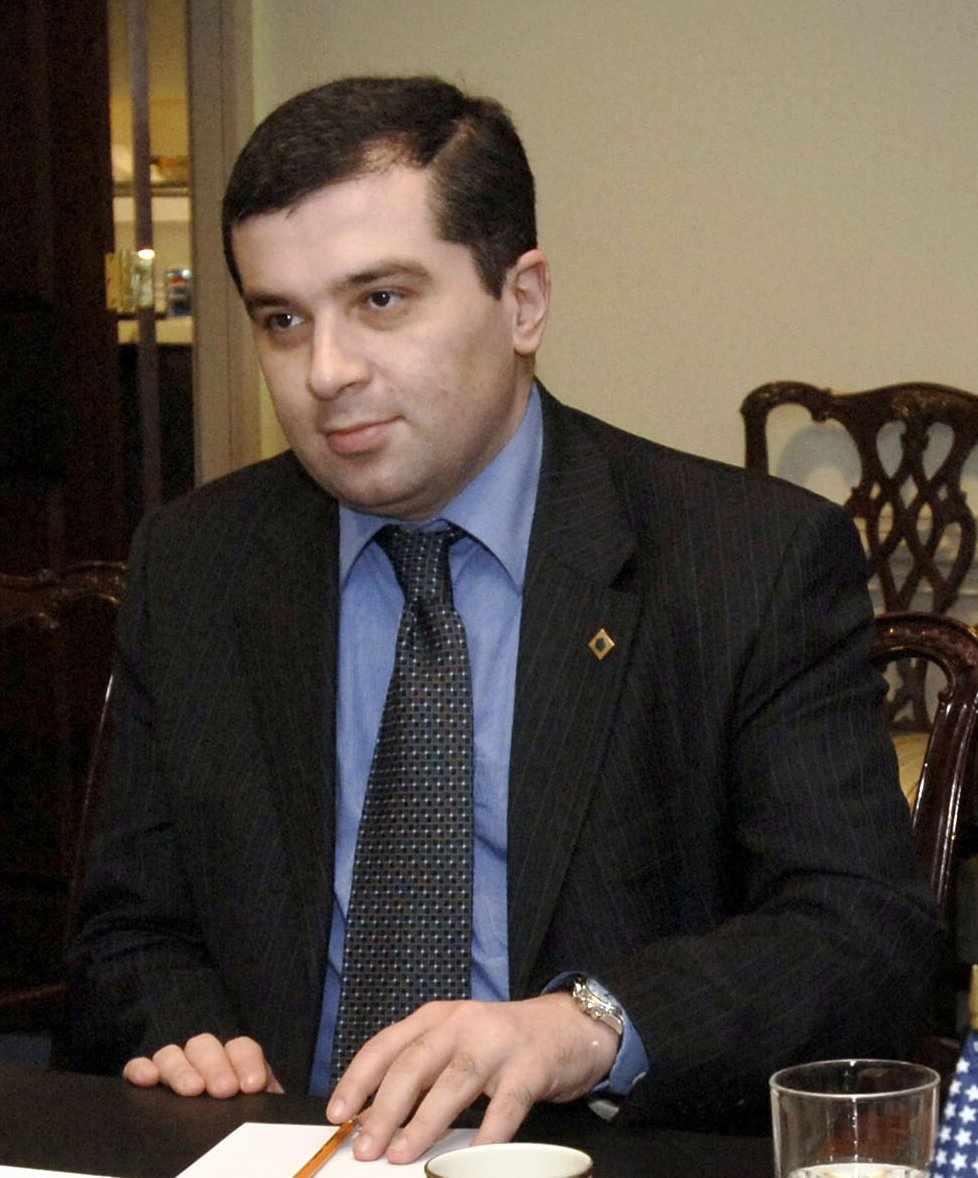
Dawit Bakradze

Zjednoczony Ruch Narodowy (gruz. ერთიანი ნაციონალური მოძრაობა, Ertiani Nacionaluri Modzraoba, ENM) – niegdyś największe gruzińskie ugrupowanie polityczne, obecnie partia opozycyjna. Przewodniczącym ugrupowania jest od 2008 Dawit Bakradze.
ENM została założona w październiku 2001 roku przez Micheila Saakaszwiliego. Jest postrzegana jako partia centroprawicowa, która dąży do integracji Gruzji z NATO i Unią Europejską. W sprawach wewnętrznych opowiada się za kontrolowaniem przez Tbilisi Abchazji i Południowej Osetii.
W listopadzie 2003 roku członkowie Zjednoczonego Ruchu Narodowego doprowadzili do bezkrwawej rewolucji, zwanej rewolucją róż, w wyniku której doszło w Gruzji do zmiany ekipy rządzącej. W latach 2004–2012 była partią rządzącą.

## Poparcie
| Wybory | Poparcie (lista krajowa) | Zmiana punktów procentowych | Okręgi wielomandatowe | Okręgi jednomandatowe | Suma | Zmiana |
| ------ | ------------------------ | --------------------------- | --------------------- | --------------------- | ---- | ------ |
| 2003   | 18,1%                    | -                           | 32                    | -                     | 32   | -      |
| 2004   | 67,75%                   | 49,65                       | 135                   | -                     | 135  | 103    |
| 2008   | 59,18%                   | 8,57                        | 48                    | 71                    | 119  | 16     |
| 2012   | 40,34%                   | 18,84                       | 33                    | 32                    | 65   | 52     |
| 2016   | 27,11%                   | 13,23                       | 27                    | 0                     | 27   | 38     |
| 2020   | 27,16%                   | 0,05                        | 36                    | 0                     | 36   | 9      |
| 2024   | 10,17%                   | 16.99                       | 16                    | -                     | 16   | 20     |